# 扎沃德 (烏克蘭)
49°9′15″N 37°4′4″E / 49.15417°N 37.06778°E
扎沃德（羅馬化：Zavody）是位於烏克蘭東部的村莊，由哈爾科夫州伊久姆區的奧斯基爾市鎮負責管轄。該村始建於1723年，面積1.46平方公里，2001年人口516，人口密度每平方公里353.4人。